# Blindside
Blindside é uma banda de pós hardcore/new metal e christian rock da Suécia.

## Integrantes

### Membros
- Christian Lindskog - vocal
- Simon Grenehed - guitarra
- Tomas Naslund - baixo
- Marcus Dahlstrom - bateria

### Ex-membros
- Magnus Erikson - guitarra

## Discografia

### Álbuns de estúdio
- Blindside (1996)
- A Thought Crushed My Mind (2000)
- Silence (2002)
- About a Burning Fire (2004)
- The Great Depression (2005)
- With Shivering Hearts We Wait (2011)

### EPs
- Empty Box EP (1996)
- The Black Rose EP (2007)